# Gebrüder Lehmann
Gebr. Lehmann war eine Orgelbauwerkstatt in Straupitz in der Niederlausitz zwischen 1857 und 1898.

## Geschichte
Carl Ferdinand Lehmann aus Zaue gilt als Begründer der Orgelbaufirma. Weitere Angaben zu seiner Person gibt es nicht.
Emil Lehmann reparierte 1857/1860 die Orgel in Groß Mehßow. In welcher Weise er an der Firma beteiligt war, ist nicht bekannt.
Gebr. Lehmann war die offizielle Bezeichnung der Werkstatt in Straupitz, von der zwischen 1857 und 1898 Arbeiten bekannt sind. Welche Personen daran beteiligt waren, ist unbekannt.
Johann Gottfried Lehmann (* um 1840) aus Straupitz war 1860–1861 Tischlergeselle beim Orgelbauer Urban Kreutzbach in Borna in Sachsen und ging danach (auf Wanderschaft) nach Dresden. Ob er auch für die Firma in Straupitz gearbeitet hat, ist unbekannt.

## Werke
Von Orgelbauern Lehmann sind in der Umgebung von Straupitz vier Neubauten, eine Aufstellung einer Orgel, drei Reparaturen und ein Neubau-Angebot bekannt. Erhalten ist die Orgel in Tauche in sehr schlechtem Zustand und der Prospekt in Mittweide.
Orgelneubauten
| Jahr    | Ort           | Gebäude    | Bild | Manuale | Register | Bemerkungen                                                                   |
| ------- | ------------- | ---------- | ---- | ------- | -------- | ----------------------------------------------------------------------------- |
| 1857    | Tauche        | Dorfkirche |      | I/P     | 8 (5)    | erhalten in sehr schlechtem Zustand, nicht spielbar                           |
| 1857    | Mittweide     | Dorfkirche |      | I/P     | 6        | Prospekt erhalten, darin 1900 neues Werk von Wilhelm Sauer                    |
| 1858    | Stremmen      | Dorfkirche |      | I/P     | ?        | 1883/84 ersetzt durch Albert Lang                                             |
| 1863/64 | Wüstenhain    | Dorfkirche |      | II/P    | 13       | Aufstellung einer Orgel in der neuen Kirche für 2.100 Mark, nach 1946 Verlust |
| 1898    | Wittmannsdorf | Dorfkirche |      |         |          | erwähnt in Pfarrakten Wittmansdorf, 1913 ersetzt durch Gebrüder Dinse         |

Weitere Arbeiten 
| Jahr    | Ort         | Gebäude    | Bild | Manuale | Register | Bemerkungen                                                    |
| ------- | ----------- | ---------- | ---- | ------- | -------- | -------------------------------------------------------------- |
| 1857/60 | Groß Mehßow | Dorfkirche |      | I/P     |          | Emil Lehmann führte Reparaturen aus                            |
| um 1861 | Mochow      | Dorfkirche |      |         |          | Neubau-Angebot durch G. L., 1880 von anderem Orgelbauer Neubau |
| 1872    | Straupitz   | Dorfkirche |      | II/P    | 24       | Dispositionsänderung, 1889 weitere Reparaturen                 |